# Stupeň B1030 Falconu 9
Stupeň B1030 Falconu 9 je první stupeň rakety Falcon 9 vyráběné společností SpaceX, jedná se o exemplář verze Block 3. Poprvé a naposledy tento první stupeň letěl v březnu 2017, při misi EchoStar 23, kdy do vesmíru vynesl stejnojmennou družici. Statický zážeh pro tuto misi proběhl 10. března 2017. Po vynesení nákladu, už ale z důvodu vysoké hmotnosti nákladu neměl dostatek pohonných látek na přistání.

## Přehled letů
| Číslo použití | Datum startu (UTC) | Let číslo | Náklad      | Start | Místo startu | Přistání | Místo přistání | Poznámky                                           |
| ------------- | ------------------ | --------- | ----------- | ----- | ------------ | -------- | -------------- | -------------------------------------------------- |
| 1             | 16. březen 2017    | 31        | EchoStar 23 |       | KSC LC-39A   |          | Bez přistání   | Stupeň neměl dostatek pohonných látek na přistání. |